# Anne Français
Anne Français, née le 30 mai 1909 à Châtenois (Vosges) et morte le 30 mai 1995 à Ris-Orangis, est une artiste peintre, aquarelliste, pastelliste et lithographe française.
Elle est la créatrice et seule adepte du concept de « ionnisme » en peinture.

## Biographie

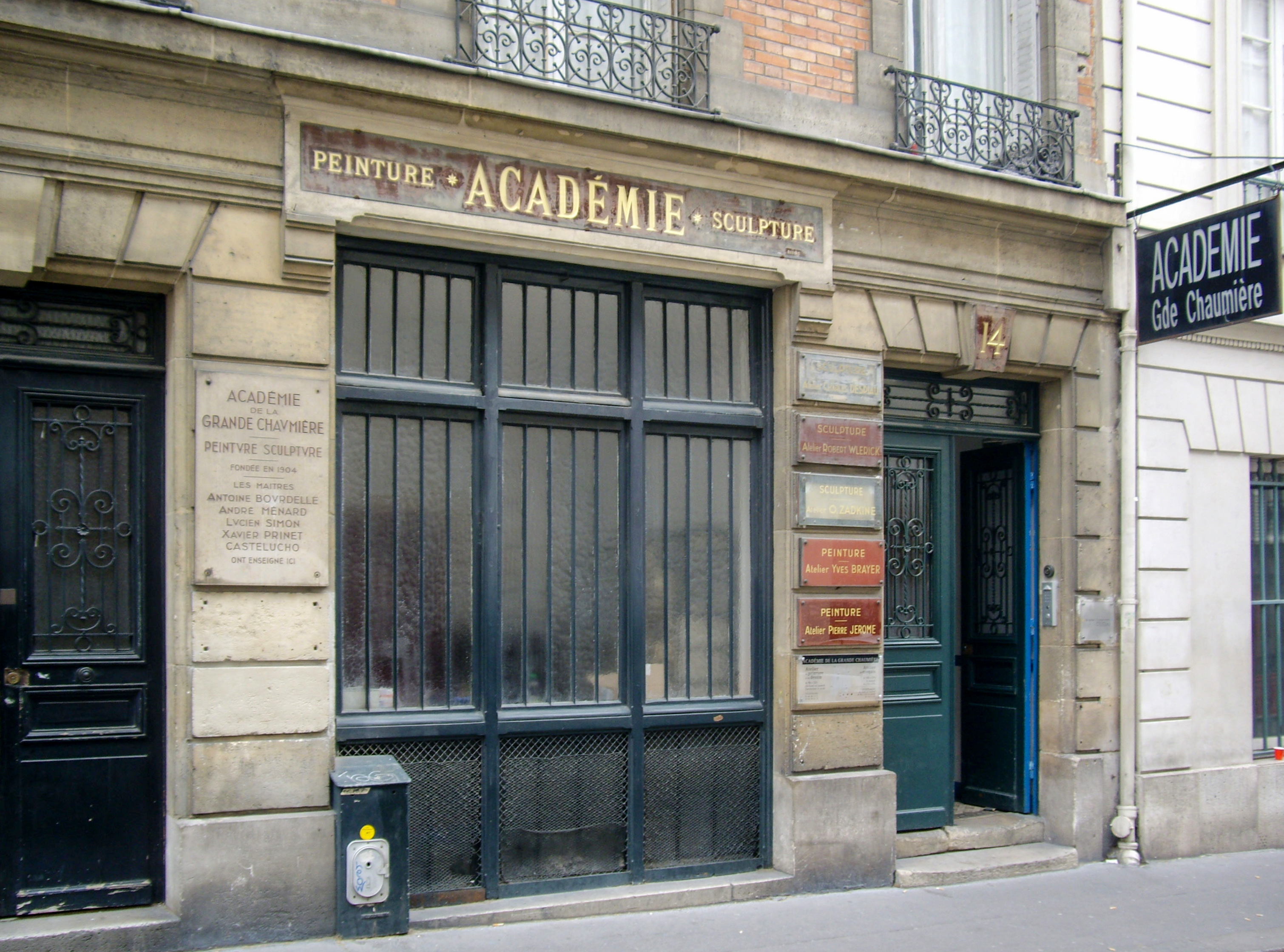
Académie de la Grande Chaumière.

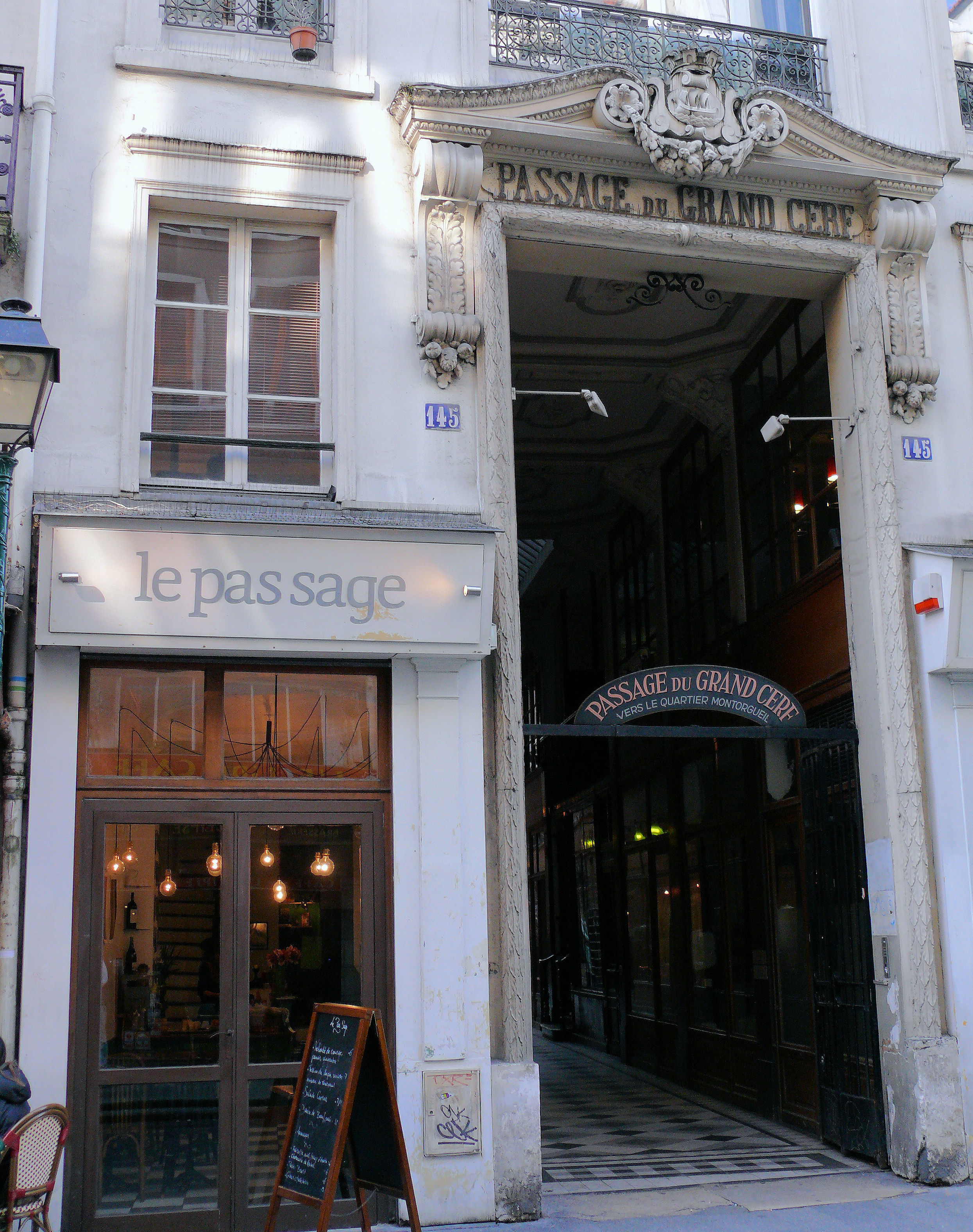
Passage du Grand-Cerf, Paris

Anne Français naît à Châtenois (Vosges), qu'elle quitte durant son enfance avec ses parents pour s'installer à Paris dans le quartier de Montmartre. Elle s'inscrit en 1925 à l'Académie Julian, puis suit les cours libres de l'Académie de la Grande Chaumière.
Désireuse de s'émanciper d'une vie familiale plutôt conflictuelle, elle part en 1928 vivre avec un aristocrate fortuné qui lui offre son atelier, des soirées dans les cafés, théâtres et concerts, et des voyages. Entre 1928 et 1930, elle effectue plusieurs séjours au Maroc et son premier fils naît en 1931. Les drames de la mort de son enfant à l'âge d'un mois, puis de son compagnon en la même année 1931, la font revenir chez ses parents, reprendre les cours à la Grande Chaumière et poursuivre une formation d'illustratrice.
Anne Français épouse un fonctionnaire en 1935 et le couple emménage à Saint-Genis-Laval (Rhône). Parallèlement à la peinture, elle se crée des ressources en travaillant dans le décor de théâtre et la peinture de décoration artisanale. En 1943, elle fait près de Villefranche-sur-Saône la connaissance très déterminante pour sa peinture d'André Utter, veuf de Suzanne Valadon et beau-père de Maurice Utrillo. Sa vision « ionniste » qui va naître de cette amitié avec Utter est déjà très perceptible dans ses toiles de Cannes en 1947, de Deauville en 1948, du Finistère en 1949.
La suite logique de l'échec de son mariage — son mari n'entend rien à l'art et tourne son œuvre en dérision — et de son divorce en 1944 consiste cependant pour Anne Français à se réinstaller à Paris où elle trouve un grand atelier qui va favoriser ses recherches ionnistes sur de très grands formats au 4, passage du Grand-Cerf. Elle y vit avec le poète Yves d'Anne. Soutenue par son amie Germaine Everling, compagne de Francis Picabia, elle entre alors dans le monde des expositions parisiennes (galeries et salons) où elle est saluée par les critiques d'art.
Dans les années 1950, Anne Français commence à retirer ses toiles des châssis afin de les découper selon les lignes et formes essentielles qu'elle y décèle, comme pour y abolir ce qu'elle perçoit comme les sévères contraintes cartésiennes de l'orthogonalité : « Le carré n'est pas dans la réalité du regard » répond-elle au critique d'art René Barotte qui s'étonne de cette démarche inédite. De la toile, Anne Français passera au support en bois découpé qu'elle baptisera « IOI » (abrégé d'« immobile ionniste »), la surface peinte s'affranchissant du cloisonnement orthogonal du carré ou du rectangle pour se revendiquer espace en expansion, pour se décréter non plus « tableau » mais, selon le propre mot d'Anne Français, « peinture pure ».
Sa santé se dégrade en 1993 et son séjour estival à Plougrescant est interrompu par une hospitalisation urgente à Tréguier. Elle meurt le 30 mai 1995 et est inhumée au cimetière de Châtenois.

## Œuvre

### L'« ionnisme »
L'article d'André Warnod paru dans Le Figaro du 24 avril 1952, s'arrêtant sur « le tempérament très prometteur des tableaux d'Anne Français, libres, spontanés, pleins d'air et de lumière », demeure pour Jean Perreau le signe de la réalité de l'« ionnisme » en tant que phénomène artistique reconnu.
Le néologisme « ionnisme », inventé par Anne Français, renvoie à la philosophie ionienne développée dans l'Antiquité grecque par les écoles de Milet (le mathématicien et philosophe Thalès) et d'Éphèse (Héraclite). De même que pour Thalès et Héraclite, la nature a un principe fondateur, la représentation de la nature a son principe fondateur dans la peinture : ses « ions » originels, qui pour Anne Français, peuvent être les multiples traits, points ou encore triangles isocèles initiaux en quoi elle décompose sa vision d'un paysage, d'un nu, voire d'une nature morte.
La révélation de l'ionnisme chez Anne Français est historiquement mise en simultanéité avec sa rencontre d'André Utter en 1943 : ce dernier, s'il n'est pas un théoricien de la peinture, privilégie la lumière et dirige Anne Français vers une expression par touches syncopées. « Son trait qu'elle nomme “syncopé” réfute la ligne droite et s'attache à créer les formes par juxtapositions de traits irréguliers, mais aussi par le vide qui les entoure. Le vide inhérent à la liberté de touche prend alors pour Anne Français un aspect créateur et, par là, générateur de vie. »
Anne Français s'est elle-même expliquée sur l'ionnisme, car elle écrivit beaucoup : un livre de mémoires sorti en 1952 (Un monstre XXe siècle) et une revue de philosophie de l'art qu'elle fonda en 1955 (Absence). Jean Perreau éclaire l'expérience ionniste de Français en la citant : « Non seulement je me gardais de l'aplat et du continu, mais je pus soutenir à l'huile la croix des traits et la virgule, l'écriture en enroulement à couleur locale et franche dans l'épaisseur du trait. Par la discontinuité, l'irrégularité du trait, j'obtins la vibration de la lumière et la franchise de la couleur. »
Daniel Chudet peut ainsi définir l'ionnisme comme étant « la symbiose totale entre la matière et l'espace dans l'élément universel : l'environnement ». Et Gérard Barrière de conclure : « Par sa voie propre d'artiste, Anne Français a deviné ce que les physiciens et les biologistes commencent à soupçonner, à savoir que le monde n'est qu'un vaste vide en son entier parcouru par un immense jeu d'élans ». De son côté, Gérald Schurr propose la définition suivante : « Style ionniste : des images claires et baroques dont le dessin est tracé par des couleurs en hachures. »

### Quelques thèmes dans l'œuvre d'Anne Français
- Marrakech, la ville rouge (1929).
- l'Exposition universelle de 1937, les pavillons français
- Le Château de Ménars.
- Cannes (La Croisette, les festivals, les navires).
- Deauville (le Jardin François André).
- Plougrescant, (Bretagne).
- L'Île d'Oléron, 1960.
- Le Château de Christiansborg (Danemark), 1965.
- Portraits, Anne Français a dessiné et peint des portraits, entre autres, de Jean Cocteau, Fernandel, Charles Trenet, François Périer et du poète Yves d'Anne.
- Jusqu'au ionnisme (gravures).
- Les IOI (Immobiles ionnistes).

### Bibliophilie
- Anne Français (texte et lithographies), Un beau jour à Ménars, lithographies originales imprimées dans les ateliers de Fernand Mourlot, Hachette, 1965.

## Expositions

### Expositions personnelles
- Théâtre de Dix heures, Paris, 1946.
- Galerie Notre-Dame, Cannes, 1947.
- Galerie La Boétie, Paris, 1948, 1951.
- Galerie La Montagne, Audierne, 1949.
- Grand Hôtel, Vittel, 1951.
- Galerie Marseille, Paris, 1952.
- La peinture pure, le Moulin de la Galette, Paris, 1954.
- Galerie de France, Copenhague, 1965.
- Galerie Saint-Placide, Paris, 1967.
- Galerie Jolly, Blois, 1967.
- Peinture ionniste, en l'atelier d'Anne Français à Paris, 1971.
- Palais Miramar, Cannes, 1976.
- Galerie Katia Granoff, Cannes, 1977.
- Cannes et ses festivals, Orangerie du Palais du Luxembourg, Paris, 1980.
- Musée des Beaux-Arts de Toulon, 1983.
- Galerie Jean-Paul Villain, Paris, 1987, 1990, 1991[9].
- Saint-Quentin-en-Yvelines, 1988.
- Galerie Marie-Paule Barbut, L'Isle-sur-Sorgue, 1990, 1992.

### Expositions collectives
- Salon des artistes français, Paris, 1934.
- Salon des Tuileries, Paris, 1946 et 1947.
- Salon des surindépendants, 1946 à 1949.
- Salon de la marine, Paris, 1948 à 1959.
- Salon des indépendants, Paris, de 1948 à 1986.
- Salon du dessin et de la peinture à l'eau, Paris, 1951.
- Salon d'automne, Paris, 1951 et 1952.
- Salon de l'Art libre, Paris, 1955 à 1976.
- De Bonnard à Baselitz, dix ans d'enrichissements du Cabinet des estampes, Cabinet des estampes de la Bibliothèque nationale de France, Paris, 1992[10].

## Vente publique
- Vente de l'atelier Anne Français, Le Havre, mars 2015[11].

## Collections publiques

### Algérie
- Cité universitaire Ben Aknoun, Alger, dépôts du Centre national des arts plastiques :
  - Le marché de Quimper, dessin 46x29cm, 1953[12] ;
  - Intérieur de l'église de Quimper, dessin 46x29xm, 1953[13].

### Danemark
- Statens Museum for Kunst, Copenhague.

### France
- Préfecture de l'Oise, Beauvais, La maison du Porto à Cannes, huile sur toile 46x55cm, 1948 (dépôt du Centre national des arts plastiques)[14].
- Musée des Beaux-Arts de Cannes.
- Mairie de Châtenois (donation Anne Français).
- Sous-préfecture de Coutances, Marine, huile sur toile 60x73cm, 1954 (dépôt du Centre national des arts plastiques)[15].
- Musée départemental des Vosges, Épinal.
- Musée de l'image, Épinal.
- Musée d'Art moderne Richard-Anacréon, Granville.
- Assemblée nationale, Paris, Voiles vertes, huile sur toile 44,5x36,5cm, 1951 (dépôt du Centre national des arts plastiques)[16].
- Département des estampes et de la photographie de la Bibliothèque nationale de France, Paris.
- Musée national d'Art moderne, Paris.
- Musée d'Art moderne de la ville de Paris.
- Petit Palais, Paris.
- Musée d'Art de Toulon.
- Fonds national d'art contemporain, Puteaux :
  - Ciel rose, huile sur papier marouflé sur toile 46x38cm, 1951 (dépôt du Centre national des arts plastiques)[17] ;
  - Feu d'enfer II n°185 ionniste XV 1491, huile sur toile marouflée sur polystyrène 100x100cm, 1975[18];
  - Feu d'enfer n°186 ionniste XV 1492, huile sur toile marouflée sur polystyrène 150x180cm, 1975[19] ;
  - Jusqu'au ionnisme, lithographie 32,5x49,6cm[20].

### Principauté de Monaco
- Musée de Monaco.